# Гран Кор Маляд
Фаб'є́н Марсо́ (фр. Fabien Marsaud, відомий також під псевдонімом Гран Кор Маляд (фр. Grand Corps Malade); нар. 31 липня 1977, Ле-Блан-Меніль, Сена-Сен-Дені, Франція) — французький слем-поет, музичний продюсер та кінорежисер.

## Біография
Фаб'єн Марсо народився 31 липня 1977 року у Ле-Блан-Меніль, департамент Сена-Сен-Дені у Франції. Його мати — бібліотекарка, батько, Жак Марсо, був комуністичним активістом, регіональним функціонером і генеральним секретарем комуни в Нуазі-ле-Сек і Сен-Дені. Фаб'н прожив в Нуазі-ле-Сек з батьками і старшою сестрою до 1981 року.
У шкільні роки пристрастю Фаб'єна Марсо став спорт і він вирішує обрати спортивну професію та стати тренером. Особливо він захоплювався баскетболом, досягши певних успіхів у цьому виді спорту.
Після здобуття середньої освіти й отримання ступеня бакалавра, Марсо отримав диплом DEUG «Sciences et techniques des activités physiques et sportives» (Staps).
16 липня 1997 в літньому туристичному таборі, де Марсо працював аніматором, в результаті невдалого стрибка у басейн він отримав серйозну травму хребта. 1999 року, після тривалої реабілітації, Фаб'єн встав на ноги, але користується милицею при ходьбі. Ця обставина стала причиною вибору Фаб'єном Марсо псевдоніма «Grand Corps Malade» (дослівний переклад з французької: «Велике хворе тіло»), під яким він і відомий з 2003 року. На вибір псевдоніма також вплинув чималий зріст Фаб'єна — 1,94 м.
Після травми Марсо отримав вчений ступінь за фахом «Спортивний менеджмент» і працював упродовж чотирьох років на Стад де Франс (фр. Stade de France) (з 2001 до 2005), у відділ маркетингу.
Фаб'єн Марсо одружений з грудня 2008 року на Джулії Марсо. У жовтні 2010 року у подружжя народилася донька Аніс Марсо; в серпні 2013 року у них народився син.

## Кар'єра
Фаб'єн Марсо почав писати вірші у віці 15 років. Як слем-поет він зробив свої перші кроки в барі на Площі Кліші (фр. Place de Clichy) в Парижі 23 жовтня 2003 року, де він читав свій перший твір «Кассіопея» (фр. Cassiopée). Пізніше, під псевдонімом Grand Corps Malade, він брав участь у багатьох «слем»-заходах у Франції.
У 2004 році Фаб'єн Марсо провів фестиваль слем-поетів «Slam'Alikoum» який проходив раз на місяць в «Café Culturel de Saint-Denis». Зі своїм другом John Pucc' він став співзасновником" «Le Cercle des Poètes sans Instru», який включав 7 слем-поетів: John Pucc', Droopy, Techa, The 129H members і сам Фаб'єн. Фаб'єн Марсо набув великої популярності в колах «слемерів», а в 2005 році брав участь і в інших проєктах, таких як Jamel Comedy Club, виступав на відкритті концерту Шеба Мамі (фр. Cheb Mami) на Стад де Франс тощо. Того ж 2005 року його друг S Petit Nico запропонував написани музичний супровід до віршів Марсо.
Марсо записав з французьким лейблом AZ, свій дебютний альбом «Midi 20», який 26 березня 2006 увійшов до ТОП-10 альбомів з найбільшими продажами у Франції за рік. Він також почав грандіозний тур на підтримку альбому, у тому числі два аншлагових концерти в La Cigale в Парижі. Спираючись головним чином на цей успіх, 10 березня 2007 року, він виграв дві Victoires De La Musique нагороди. Також Марсо з'явився у багатьох телевізійних шоу.
У 2008 році Фаб'єн Марсо випустив свій другий альбом Enfant De La Ville. У тому ж році він виступив на Міжнародному літньому фестивалі у Квебеку (фр. Festival d'été international de Québec), що означало його визнання в усіх франкомовних країнах світу (Франкофонії).
Марсо також провів безліч семінарів для молоді для популяризації слему в Сен-Дені та в інших містах. У результаті в листопаді 2008 року вийшов альбом Génération Slam, що складається з 9 синглів «слем-поетів-любителів».
2010 року вийшов третій студійний альбом Фаб'єна Марсо 3ème temps з піснею «Roméo kiffe Juliette», написаною на основі твору Шекспіра.
У 2011 році Марсо випустив свій сингл « Inch'Allah» за участю Реди Таліані, який став його найуспішнішим синглом.
У 2017 році Фаб'єн Марсо дебютував як кінорежисер, поставивши у співавторстві з Мехді Ідіром драматичний фільм «Пацієнти», сценарій якого оснований на однойменній автобіографічній книзі самого Марсо. Фільм був номінований в чотирьох категорія на здобуття французької національної кінопремії «Сезар» 2018 року, у тому числі як «Найкращий фільм» та «Найкращий дебютний фільм».

## Дискографія
| Рік  | Альбом             | FR | BEL (Wa) | SUI | Посвідчення |
| ---- | ------------------ | -- | -------- | --- | ----------- |
| 2006 | Midi 20            | 3  | 4        | 28  |             |
| 2008 | Enfant de la ville | 2  | 6        | 15  |             |
| 2010 | 3ème temps         | 3  | 4        | 20  |             |
| 2013 | Funambule          | 5  | 11       | 34  |             |

Інші роботи
- 2009: Midi 20 / Enfant de la ville (реліз — 2 CDs) (#189 FRA)

#### Сингли
| Рік  | Сингл                          | FR  | Альбом    |
| ---- | ------------------------------ | --- | --------- |
| 2011 | «Inch'Allah» (з Редою Таліані) | 59  |           |
| 2013 | «Te manquer» (з Сандрою Нкаке) | 47  | Funambule |
| 2013 | «Funambule»                    | 189 | Funambule |

## Фільмографія
Актор та композитор
- 2007 : Décroche — (к/м; музика)
- 2013 : «Механіка серця» / Jack et la mécanique du coeur — Джо (анімаційний, озвучення)
- 2017 : «Сахара» / Sahara — Омар (анімаційний, озвучення)

Режисер
- 2016 : «Пацієнти» / Patients (спільно з Мехді Ідіром)

Сценарист
- 2016 : «Пацієнти» / Patients (спільно з Фадетт Друар)

## Визнання
| Рік/Дата                    | Категорія/Нагорода             | Фільм                             | Результат | Прим. |
| --------------------------- | ------------------------------ | --------------------------------- | --------- | ----- |
| Премія «Люм'єр»             |                                |                                   |           |       |
| 5.02.2018                   | Найкращий дебютний фільм       | Пацієнти (спільно з Мехді Ідіром) | Номінація |       |
| 5.02.2018                   | Найкраща музика до фільму      | Пацієнти (спільно з Анжело Фолі)  | Перемога  |       |
| Премія «Кришталевий глобус» |                                |                                   |           |       |
| 12.02.2018                  | Найкращий фільм                | Пацієнти (спільно з Мехді Ідіром) | Номінація |       |
| Премія «Сезар»              |                                |                                   |           |       |
| 2.03.2018                   | Найкращий фільм                | Пацієнти (спільно з Мехді Ідіром) | Номінація | [ 9 ] |
| 2.03.2018                   | Найкращий дебютний фільм       | Пацієнти (спільно з Мехді Ідіром) | Номінація | [ 9 ] |
| 2.03.2018                   | Найкращий адаптований сценарій | Пацієнти (спільно з Фадетт Друар) | Номінація | [ 9 ] |